# 무척추동물
무척추동물(無脊椎動物, invertebrate) 또는 민등뼈동물은 척삭에서 파생되는 척추를 가지고 있지 않거나 척추를 형성하지 않는 동물을 총칭하는 말이다. 이는 척삭동물의 아문인 척추동물을 제외한 모든 동물을 포함한다. 흔한 무척추동물의 예로 절지동물 (곤충, 거미류, 갑각류, 다지류), 연체동물 (딱지조개, 달팽이, 이매패류, 오징어, 문어), 환형동물 (지렁이 및 거머리), 자포동물 (히드라, 해파리, 말미잘, 산호)들이 있다.
동물 종의 대부분은 무척추동물이다. 한 추산 결과 따른면 모든 동물의 97%는 무척추동물이라 추정된다. 상당수의 무척추동물 분류군은 척추동물 아문 전체보다 종의 수가 더 많고 다양하다. 무척추동물의 크기는 50μm 윤형동물부터 9-10m 남극하트지느러미오징어 등으로 종마다 크게 상이하다.
무척추동물 중 일부인 피낭동물과 두삭동물은 다른 무척추동물보다 척추동물에 더 가깝다. 이에 따라 무척추동물은 측계통군이 되므로, 분류 체계로서 큰 의미가 없는 분류이다.

## 어원
무척추동물의 영단어인 "invertabrate"는 일반적으로 관절, 어떨때는 척추동물의 척추에서 나오는 관절을 뜻하는 라틴 단어인 vertebra에서 유래된다. vertebra의 관절과 관련된 뜻은 라틴어 단어인 "돌리다"라는 뜻을 가진 어근인 "verto/vorto"에서 유래된다. 접두사인 in-은 "틀리다" 혹은 "없다"를 뜻한다.

## 분류 체계에서의 중요성
"무척추동물"이라는 분류는 절지동물, 척추동물, 천산갑과 같이 정확히 분류군을 표현하지 못하기 때문에 비전문가들 사이에서는 뜻이 일정하지 않다. 절지동물, 척추동물, 천산갑가 같은 분류들은 문, 아문, 과 등을 보여주는 타당한 근거를 가진 분류군들이다. 이에 반해 "무척추동물"의 분류는 척삭동물문 내에서를 제외하면 생물학에서의 영향력이 매우 한정되어 있으므로 정확한 분류군이 아니며 편의성만 갖춘 표현이다. 척추동물의 아문도 후생동물 중 극히 일부를 차지하므로 동물계를 "무척추동물"과 "척추동물"로 분류하기에는 무리가 있다. 동물계와 같이 더 공식적인 분류체계에서는 분류도를 만들 때 척추의 유무보다 척삭의 유무 등이 먼저 고려되어야 한다. 척삭의 유무로는 최소한 척삭동물을 분류할 수 있을 것이다. 하지만 척삭의 유무도 발생학적 발달 과정과 대칭, 또는 바우플란에 비교하면 덜 중요한 기준이다.
하지만 척추동물을 제외한 모든 동물을 포함하는 무척추동물의 비정확성에도 불구하고, "무척추동물"이라는 분류군의 개념의 사용은 일반인들 사이에서 수 세기간 지속되어 왔다. 현대의 동물학계에서도 편의성을 위하여 척추동물이 아닌 동물을 설명하기 위해 사용 중이다. 아래의 설명은 무척추동물과 무척추동물을 차지하는 동물의 과거의 과학적 논리를 보여준다. 이 논리에 따르면 무척추동물은 외부적으로나 내부적으로나 뼈로 이루어진 뼈대를 가지고 있지 않고, 상당히 다양한 체제(body plan)를 가지고 있다. 상당수는 지렁이나 해파리처럼 액체로 충만된 정수학적 골격을 가지고 있거나 갑각류나 곤충처럼 단단한 외골격을 가지고 있을 수 있다. 가장 잘 알려진 무척추동물로서 원생동물, 해면동물, 강장동물, 편형동물, 선형동물, 환형동물, 극피동물, 연체동물, 절지동물 등이 있다. 절지동물은 곤충, 갑각류, 거미강을 포함한다.

## 현존하는 종의 수
무척추동물 중 가장 많은 종을 차지하는 것은 곤충이다. 아래는 2014.3. IUCN 적색 목록에서 추정되는 종의 수다.
| 무척추동물 종류                                   | 라틴어      | 그림 | 추정된 종의 수 파악된 종 |
| ------------------------------------------------- | ----------- | ---- | ------------------------ |
| 곤충                                              | Insecta     |      | 1,000,000                |
| 거미강                                            | Arachnida   |      | 102,248                  |
| 연체동물                                          | Mollusca    |      | 85,000                   |
| 갑각류                                            | Crustacea   |      | 47,000                   |
| 산호                                              | Arthozoa    |      | 2,175                    |
| 유조동물                                          | Onychophora |      | 165                      |
| 투구게류                                          | Xiphosura   |      | 4                        |
| 기타 해파리, 극피동물, 해면동물, 기타 지렁이 등등 | —           | —    | 68,658                   |
|                                                   |             | 총   | ~1,300,000               |

IUCN 적색 목록은 현재 66,178개의 척추동물을 파악하였다. 이에 따라 파악된 동물 중 95%가 무척추동물이라고 볼 수 있다.

## 특징
모든 무척추동물의 공통적인 특징은 척추가 없다는 점이다. 이는 무척추동물과 척추동물에 큰 차이점이 된다. 하지만 이는 생물학적인 상동성이 없는 단순 편의를 위한 구분이다. 즉, 모든 곤충, 새, 박쥐가 전부 날개가 있다는 사실과 모든 거북이, 달팽이, 해면동물이 날개가 없다는 주장이랑 비슷하다. 동물이기 때문에 무척추동물은 종속영양생물이며, 생명을 지속하기 위해 다른 생명체를 먹어야 한다. 해면동물 등 몇가지의 예외를 제외하면, 무척추동물은 차별화된 성체 조직으로 만들어진 몸을 가지고 있다. 대부분 1-2개의 외부와 연결된 구멍이 있는 소화기관이 있다.